# 余安安
余安安（英語：Candice Yu On On，1958年10月22日—），原名余德纓，生於英屬香港，香港女演員、歌手、模特兒及主持人。現任香港電影工作者總會副會長。
余安安是香港電視史上其中一位曾服務所有有持續自製原創電視劇之電視台的大滿貫藝人。

## 背景
余安安的祖父是一名帶有澳洲血統的混血兒，父親是一名商人。她有8分之1英國血統，對上有7名兄姊（其中一名兄長為父親與後母的兒子），自己排行最小。父母在她10歲時離異，致使她隨母親過著單親家庭生活。余安安早年於九龍油尖旺區成長，曾就讀聖羅撒書院。在校時讀書成績中規中矩，是校園內的田徑運動健將。既喜歡打籃球，又曾經參加全港性的校際短跑公開賽。她1975年中五畢業後，便投身演藝圈。此前，16岁還未中学畢業時被其母親朋友、圈中有名的“伯乐”宗维赓邀請，拍摄生力啤广告。1975年，余安安與溫拿樂隊参演首套电影《大家乐》，其中「余安安」一名正是由該電影的導演、編劇及演員黃霑為她改的藝名。 後來余安安同時得到麗的電視的宗燦枝和無綫電視的周梁淑怡赏识，邀請她加入電視台。結果她與母親商量後選擇加入無綫電視，且參演其首套無綫電視劇集，1976年處境劇《七十三》。同年，凭無綫電視劇集《书剑恩仇录》中的「香香公主」一角，大受觀眾欢迎。
1977年，余安安加入邵氏電影公司拍攝電影，參與多部改編自古龍武俠小說、楚原執導的武俠片演出，廣受影迷喜愛，包括《三少爺的劍》、《多情劍客無情劍》、《蝙蝠傳奇》、《倚天屠龍記》、《倚天屠龍記大結局》、《孔雀王朝》等，余安安亦有參演楚原執導的其他電影如《愛奴新傳》及《花心紅杏》。1977年，當年17歲的余安安與鄧光榮合演時裝愛情片《今生今世》，成為與鄧光榮合作演出最年輕的女主角。
1978年，余安安曾短暫加入佳藝電視，主演劇集《金刀情俠》。同年，佳藝電視倒閉後，余安安轉投麗的電視演出劇集，並曾主唱劇集主題曲及插曲。第一首由余安安主唱的電視劇歌曲為1979年麗的劇集《天龍訣》插曲《殘夢》，該曲由黎小田作曲、盧國沾填詞、黎小田及奧金寶共同編曲。但余安安演唱該曲的版本只於電視公映版本中播出，該曲正式唱片灌錄版本兼通行版本由關正傑主唱。
1980年，余安安曾與關正傑合唱麗的劇集《人在江湖》第二主題曲兼插曲《人在旅途灑淚時》，該曲由黎小田作曲、盧國沾填詞、奧金寶編曲。余安安原已錄好該曲音帶，但她忙於在外地登台賺錢，無法依約拍劇，結果被易角，歌曲曾遭抽起，最後寶麗金選用了雷安娜與關正傑合唱該曲並收錄於關正傑《人在江湖》專輯中，但麗的其後為宣傳劇集，再度找回余安安與關正傑合唱該曲。1980年，余安安為劇集《彩雲深處》主唱同名主題曲，該曲亦由黎小田作曲、盧國沾填詞、奧金寶編曲。1980年及1981年，時為麗的藝員的余安安曾入選《華僑晚報》十大明星選舉中的「十大電視明星」。
1982年，余安安曾為由黎大煒執導、麥當雄監製的香港電影《靚妹仔》主唱主題曲《自由在我手》，該曲由黎小田作曲及編曲，並由黎小田及黎彼得填詞，並成為了余安安的首本名曲。她在1980年代至1990年代曾於尖沙咀經營鞋舖。
2003年离婚后复出影坛，拍摄了《神勇铁金刚》、《早熟》、《我要成名》、《宝贝计划》、《性工作者十日談》、电视剧《新不了情》等一系列影视作品。2017年9月，余安安出演ViuTV劇集《迷失假期》，是原稱已不打算再拍電視劇的她，9年來第一次參演電視劇。2021年應無綫電視邀請擔任節目主持，主持了其首個電視節目「日日媽媽聲」。

## 個人生活
據余安安自稱她14歲時已與當時16歲的著名導演爾冬陞相戀，後雙雙進入邵氏電影公司成為演員。兩人曾經合作過《三少爺的劍》、《多情劍客無情劍》、《蝙蝠傳奇》、《倚天屠龍記》、《倚天屠龍記大結局》、《純愛》、《如來神掌》等電影，戲裡戲外都是情侶，所以被視為金童玉女的組合。不久，兩人結束了長達八年的戀情。
余安安最為人熟悉的是於1983年與著名演員周潤發閃電結婚，但婚姻卻只維持了九個月。1987年，她與第二任丈夫，賽車手李萬祺結婚，接著便退出演藝圈，婚後育有兩名女兒。

## 作品

### 電視劇

#### 無綫電視
| 年份   | 名稱             | 角色     |
| 1976年 | 七十三           | 安安     |
| 1976年 | 少年十五二十時   | 密西西   |
| 1976年 | 書劍恩仇錄       | 香香公主 |
| 1976年 | 無花果           | 電視藝員 |
| 1976年 | 狂潮             |          |
| 1976年 | 香港傳奇之美人計 | 阿美     |
| 1977年 | 民間傳奇之魘     | 太華公子 |
| 1977年 | 大報復           | 余雪萊   |
| 1977年 | 年青人之風筝     |          |
| 1977年 | 瑪麗關77         |          |
| 1989年 | 千外有千         | 葉玲     |

#### 佳藝電視
| 年份   | 名稱     | 角色     |
| 1978年 | 金刀情俠 | 上官小仙 |

#### 麗的電視／亞洲電視
| 年份   | 名稱           | 角色             |
| 1978年 | 變色龍         | 湯美婷           |
| 1979年 | 天蠶變         | 傅香君           |
| 1979年 | 天龍訣         | 傅香君           |
| 1980年 | 湖海爭霸錄     | 卓蝶兒           |
| 1980年 | 彩雲深處       | 聶小倩           |
| 1980年 | 大地恩情       | 孫潔貞           |
| 1981年 | 女媧行動       | 程素琪           |
| 1981年 | 珠海枭雄       | 葉小憐           |
| 1981年 | 武俠帝女花     | 昭仁公主／陳圓圓 |
| 1982年 | 陳真           | 方心             |
| 1983年 | 唐伯虎三戲秋香 | 秋香             |
| 1985年 | 第四代         | 何倩碧           |
| 1986年 | 冒險家樂園     | 舒麗盈           |

#### 香港電台
| 年份   | 名稱                                               | 角色   |
| 1984年 | 執法者 - 少女檔案（上、下） （页面存档备份，存于） | 阿Ming |

#### 有線電視娛樂台
| 年份   | 名稱     | 角色           |
| 2007年 | 補習天后 | 杜比安（Pion） |

#### ViuTV
| 年份   | 名稱     | 角色   |
| 2018年 | 迷失假期 | 貝依依 |
| 2023年 | 法與情   | 石琪   |

#### 其他
| 年份   | 名稱             | 角色   | 播放頻道             | 備註   |
| 2008年 | 新不了情         | 李再愛 | 中天電視/ 高清翡翠台 | 網絡劇 |
| 2022年 | 家族榮耀         | 江淑賢 | 優酷/ 無綫電視翡翠台 | 網絡劇 |
| 2024年 | 家族榮耀之繼承者 | 戴綺婷 | 優酷/ 無綫電視翡翠台 | 網絡劇 |

### 電影
| 年份     | 名稱                               | 角色           |
| 1975年   | 《大家樂》                         | 余安安         |
| 1976年   |                                    |                |
| 《池女》 |                                    |                |
| 1977年   | 《天螺大破五行陣》                 |                |
| 1977年   | 《三少爺的劍》                     | 小麗           |
| 1977年   | 《多情劍客無情劍》                 | 林詩音         |
| 1977年   | 《今生今世》                       | 艾麗絲         |
| 1978年   | 《蝙蝠傳奇》                       | 金靈芝         |
| 1978年   | 《追》                             |                |
| 1978年   | 《倚天屠龍記》                     | 周芷若         |
| 1978年   | 《倚天屠龍記大結局》               | 周芷若         |
| 1978年   | 《醉貓師傅》                       |                |
| 1979年   | 《純愛》                           | 方蘭晶         |
| 1979年   | 《文打》                           |                |
| 1979年   | 《油脂曱甴》                       |                |
| 1979年   | 《孔雀王朝》                       | 白飛飛         |
| 1980年   | 《離別鉤》                         | 呂素文         |
| 1982年   | 《如來神掌》                       |                |
| 1982年   | 《花煞》                           | 林美寶         |
| 1982年   | 《獵魔者》                         |                |
| 1983年   | 《玉劍留香》                       |                |
| 1983年   | 《腦魔》                           |                |
| 1984年   | 《愛奴新傳》                       | 春姨           |
| 1985年   | 《水兒武士》                       |                |
| 1985年   | 《花心紅杏》                       |                |
| 1986年   | 《兩公婆八條心》之單元一〈龍的種〉 | 龍哥           |
| 1991年   | 《豪門夜宴》                       | 賓客           |
| 1991年   | 《笑傲江湖之東方不敗》             | 楊詩詩         |
| 2003年   | 《絕種鐵金剛》                     | 關曼瓊         |
| 2004年   | 《精裝追女仔2004》                 |                |
| 2005年   | 《美麗酒吧》                       |                |
| 2005年   | 《早熟》                           | 雷若男母       |
| 2005年   | 《美麗曼特寧》                     |                |
| 2006年   | 《我要成名》                       |                |
| 2006年   | 《寶貝計劃》                       | 李太           |
| 2007年   | 《嚦咕嚦咕對對碰》                 |                |
| 2007年   | 《性工作者十日談》                 |                |
| 2007年   | 《七擒七縱七色狼》                 | 寶珠媽         |
| 2007年   | 《出埃及記》                       | 張芳母         |
| 2010年   | 《飛砂風中轉》                     | 啤梨           |
| 2010年   | 《李小龍》                         | 曹達華太太     |
| 2011年   | 《熱浪球愛戰》                     | 布太太         |
| 2011年   | 《出軌的女人》                     | Man爸          |
| 2012年   | 《大追捕》                         | 徐太           |
| 2014年   | 《愛尋迷》                         |                |
| 2015年   | 《壹獄壹世界：高登闊少踎監日記》   | 袁祖莉（辰母） |
| 2016年   | 《惡人谷》                         | 炳媽           |
| 2016年   | 《刑警兄弟》                       | Madam Chu      |
| 2016年   | 《兇手還未睡》                     |                |
| 2018年   | 《黃金花》                         | 強嫂           |
| 2019年   | 《你咪理，我愛你！》               | Betty          |
| 2019年   | 《追龍II：賊王》                   | Rebecca        |
| 2019年   | 《失蹤》                           | 盈媽           |
| 2020年   | 《Baby復仇記》                     | 耀媽           |
| 2021年   | 《總是有愛在隔離》                 | 天哥妻子       |
| 2022年   | 《猛鬼3寶》之單元三〈猛鬼商場〉    | 阿芳母親       |
| 待上映   | 《願望扭蛋機》                     |                |

### 舞台劇
| 年份   | 名稱       | 角色 |
| 2009年 | 我愛萬人迷 |      |
| 2011年 | 遍地芳菲   |      |
| 2015年 | 最後作孽   |      |
| 2016年 | 仲夏夜之夢 |      |

### 電視節目

#### 主持 / 司儀
- 2004年：《安安美味約會》（ATV）
- 2004年：《第23屆香港電影金像獎》
- 2021年：《日日媽媽聲（第一輯）》（TVB）
- 2022年：《日日媽媽聲（第二輯）》（TVB）

#### 嘉賓
- 1997年：《星空下的傾情》（ATV，第12集）
- 1998年：《蔡瀾嘆世界 （页面存档备份，存于）》（TVB，第5集）
- 2004年：《向男講向女講 （页面存档备份，存于）》（TVB，第10集：安度難關的女人余安安）
- 2005年：《殘酷一叮》（TVB）
- 2015年：《今日VIP》（TVB）
- 2017年：《杜汶澤食住上》（奇妙電視）
- 2018年：《天下第一Friend 2》（奇妙電視）
- 2019年：《創造經典永遠懷念音樂巨匠黎小田》（TVB）

### 音樂作品

#### 電視劇歌曲（麗的電視）
- 1979年：《殘夢》（劇集《天龍訣》插曲）
- 1980年：《人在旅途灑淚時》（與關正傑合唱；劇集《人在江湖第二主題曲、插曲）
- 1980年：《彩雲深處》（劇集《彩雲深處》主題曲）

#### 電影歌曲
- 1982年：《自由在我手》（電影《靚妹仔》主題曲）

#### 個人唱片
- 1981年：《余安安 （页面存档备份，存于）》飞利浦唱片6380218

#### 演唱會
- 2007年4月20-21日：《麗的亞視半世記精彩演唱會》（紅磡香港體育館）
- 2015年11月17-18日：《我的女神演唱會》Goddess Live 2015（九龍灣國際展貿中心 匯星）

#### MV
- 2015年：《自由在我手》（自導自演）

## 曾獲獎項
| 年份   | 名稱                       | 獎項         | 作品       | 角色 | 結果 |
| ------ | -------------------------- | ------------ | ---------- | ---- | ---- |
| 1980年 | 第24屆華僑晚報十大明星選舉 | 十大電視明星 | 不適用     | 獲獎 |      |
| 1981年 | 第25屆華僑晚報十大明星選舉 | 十大電視明星 | 獲獎       |      |      |
| 2006年 | 第26屆香港電影金像獎       | 最佳女配角   | 我要成名   | 琪琪 | 提名 |
| 2010年 | 第30屆香港電影金像獎       | 最佳女配角   | 飛砂風中轉 | 啤梨 | 提名 |
| 2011年 | 第20屆香港舞台劇獎         | 最佳女配角   | 遍地芳菲   |      | 提名 |
| 2016年 | 第25屆香港舞台劇獎         | 最佳女主角   | 最後作孽   |      | 獲獎 |

## 外部連結
- 余安安的Facebook專頁
- 余安安的Instagram帳戶
- 余安安的新浪微博
- 余安安在香港影庫上的簡介